# Fûdo éditions
 (juin 2023).
Si vous disposez d'ouvrages ou d'articles de référence ou si vous connaissez des sites web de qualité traitant du thème abordé ici, merci de compléter l'article en donnant les références utiles à sa vérifiabilité et en les liant à la section « Notes et références ».
Fûdo éditions est une maison d'édition indépendante, fondée à Cunlhat (Puy-de-Dôme) par Pascal Delage en 2006. La ligne éditoriale est la relation de l'homme avec la nature avec des modes d'expression comme la photographie, les travaux d'artistes Art du paysage, Land Art, ainsi que les histoires d'individus ou de groupe qui ont une démarche alternative par rapport à la nature.
Fûdo éditions a cessé ses activités en 2019 pour cause de retraite.